# Overpeinzingen van een eenzame wandelaar

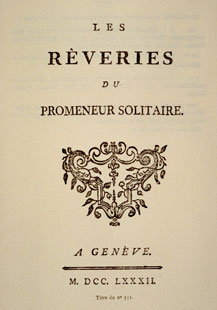
Les Rêveries du promeneur solitaire

Overpeinzingen van een eenzame wandelaar (Frans: Les rêveries du promeneur solitaire) is een autobiografisch boek van de Zwitserse filosoof Jean-Jacques Rousseau, geschreven tussen 1776 en 1778. Hij voelde zich door een algemene samenzwering uit de maatschappij verstoten, maar zou zich in de loop der tijd koesteren in zijn eenzaamheid. 

## Achtergrond
Het boek is het laatste van drie werken die Rousseau schreef tegen het einde van zijn leven. Deze werken waren alle sterk autobiografisch van aard. Het boek is verdeeld in tien hoofdstukken, 'wandelingen' genoemd. De achtste en negende wandeling waren voltooid, maar konden door Rousseau niet meer worden herzien. De tiende wandeling bleef door de dood van Rousseau onvolledig. Het boek werd voor het eerst gepubliceerd in 1782.

## Overpeinzingen
De Overpeinzingen zijn een onsamenhangende vertelling van bedenkingen en anekdotes die Rousseau opgetekend heeft op het einde van zijn leven. Hij komt in elk hoofdstuk telkens terug op zijn eenzaamheid. Hij legt uit hoe het zover gekomen is, hoe hij het aanvoelt en hoe hij ermee omgaat. Tijdens zijn leven heeft Rousseau niet meer kunnen ontsnappen aan zijn eenzaamheid.

### Onschuld en oprechtheid
Rousseau schreef dat hij geboren is in een gezin waar deugd en vroomheid heersten en vervolgens met zachte hand werd opgevoed bij een predikant vol wijsheid en godsdienstzin. Hij dichtte zichzelf een zwak en gevoelig karakter toe. Hij liet zich meeslepen door hartstochten van anderen zonder dat hij wist wat er in zijn gedrag nog van hemzelf was. Hij was goedgelovig, eerlijk, onschuldig, oprecht, zonder listen of streken en zonder veinzerij. Rousseau schreef met een trots gevoel in zijn hart dat hij de oprechtheid zo ver heeft doorgevoerd. Hij voelde een zachtaardige genegenheid voor zijn medemensen. Rousseau beschouwde zichzelf als een wijs mens. Volgens hem had de natuur dat met hem voor.

### Algemene samenzwering
Veertig jaar was zijn goedgelovigheid niet eenmaal beschaamd. Plotseling was hij in een andere wereld terechtgekomen waar hij in talloze hinderlagen gelopen is zonder er ooit ook maar één op te merken. Zijn goede bedoelingen werden tegengewerkt. Twintig jaar ervaring was nauwelijks voldoende om hem inzicht te verschaffen in zijn lot. Rousseau was ervan overtuigd dat hij deel uitmaakte van een algemene samenzwering. De opeenstapeling van veel omstandigheden, de voorname positie van zijn wreedste vijanden, al diegenen die de staat bestuurden, die de publieke opinie beheersten, die hooggeplaatst waren, gezag genoten, waren te opvallend om louter toevallig te zijn. Rousseau was tot de kringen van de rijken en geletterden doorgedrongen. Het complot was alomvattend, kende geen uitzondering en was onherroepelijk. Hij was er zeker van zijn dagen in deze situatie te eindigen zonder er ooit het geheim van te doorgronden. Zijn ellende was van het sluwe soort, verraderlijke liefkozingen, hoogdravende complimenten en honingzoete boosaardigheid. Hij heeft zich verzet, maar door zijn verzet raakte hij alleen maar verder verstrikt. Toen hij uiteindelijk inzag dat al zijn pogingen nutteloos waren en hij zichzelf vergeefs kwelde, heeft hij het enige besluit genomen dat hem nog restte en heeft hij zich bij zijn lot neergelegd. Rousseau ging niet in op concrete conflicten, maar omschreef zijn ellende en rampspoed met de algemene termen belediging, hoon, laagheid, laster, schande, smaad, spot, vernedering, verraad en vijandigheid.

### Hang naar eenzaamheid
Rousseau was alleen op de wereld. Hij had geen ander gezelschap dan zichzelf. De meest op gezelschap gerichte mens was met algemene instemming van zijn medemensen uit hun midden verbannen. In hun haat hebben zij gezocht naar een kwelling die zo wreed mogelijk zou zijn en met geweld hebben zij alle banden die hem aan hen bonden verbroken. Door op te houden mens te zijn, hebben zij zich aan zijn genegenheid kunnen onttrekken. Nu waren ze vreemden voor hem, onbekenden, kortom niets meer. De omgang met hen zou niets meer betekenen voor Rousseau. Door hem af te zonderen om hem ongelukkig te maken, hadden ze meer voor zijn geluk gedaan dan waartoe hij zelf in staat was geweest. Hij voelde een sterke hang naar eenzaamheid. In zijn eenzaamheid was hij honderdmaal gelukkiger dan hij zou kunnen zijn wanneer hij met hen verkeerde. Zij hebben zijn hart elk plezier in menselijk gezelschap ontnomen. Hij haatte de mensen niet, aangezien hij niet haten kon, maar hij kon niet nalaten ze te minachten zoals ze dat verdienden en evenmin kon hij nalaten hun deze minachting te laten blijken. Hij wijdde zijn laatste dagen aan het bestuderen van zichzelf. Hij gaf zich over aan het genoegen met zijn ziel in gesprek te zijn. Hij voelde ook enthousiasme voor plantkunde en zou planten bestuderen. Hij wilde dat er geen grassprietje, geen deeltje uit het plantenrijk overbleef dat hij niet beschreven had. Plantkunde was zijn enige bezigheid, hoewel hij toegaf dat de botanie de studie voor een nietsdoende en luie eenling was. Weiden, wateren, bossen, de eenzaamheid, de vrede vooral en de rust die men te midden van dat alles vindt, werden door de natuur onophoudelijk in zijn herinnering levendig gehouden. Op het einde van zijn leven was Rousseau onverschillig tegenover het leven, eenzelvig en mensenschuw. Hij was gesteld op eenzaamheid.

### Vondelingenhuis
Rousseau heeft zijn vijf kinderen met Thérèse Levasseur naar het vondelingenhuis in Parijs gebracht. Hij begreep waarom de mensen dat hem verweten en hem beschuldigden een slechte vader te zijn en kinderen te haten. Hij verdedigde zich dat hij zich bij die beslissing vooral liet leiden door de angst dat hun een lot te wachten stond dat vele malen erger was dan elke andere aanpak. Als het hem minder had kunnen schelen wat er van hen terecht zou komen, was hij, aangezien hij niet in staat was de opvoeding zelf op zich te nemen, genoodzaakt geweest ze door hun moeder te laten opvoeden, die ze verwend zou hebben en door haar familie, die er monsters van zou hebben gemaakt. Hij wist dat een opvoeding in het vondelingenhuis voor zijn kinderen de minst schadelijke oplossing was. Hij zou het weer doen en met veel minder twijfel.

## Varia
- Rousseau beschrijft in de vijfde wandeling zijn verblijf aan het Meer van Biel; volgens onder andere Leo Damrosch en Cyrille Offermans een hoogtepunt van het Franse proza.[1]